# Ranetki
Le Ranetki (in russo Ранетки?) sono state un girl group russo formatosi nel 2005 e scioltosi nel 2017.

## Storia del gruppo
La formazione ha pubblicato il proprio album in studio di debutto eponimo nel 2006, il quale ha goduto di successo nazionale; infatti, si è posto in top five nella graduatoria LP russa e ha vinto la categoria per il miglior album alla cerimonia dei premi musicali organizzata dalla Muz-TV.
Il disco successivo è stato messo in commercio circa tre anni dopo e ha conquistato il vertice della classifica russa, ricevendo una certificazione di disco d'oro dalla Nacional'naja Federacija Muzykal'noj Industrii. Sempre nel 2009 hanno aperto il concerto di Britney Spears allo stadio Lužniki di Mosca, in ambito del suo tour The Circus: Starring Britney Spears.
L'anno successivo è stato presentato l'album Ne zabudu nikogda, il loro terzo LP classificatosi all'interno dei primi 5 posti. Nel 2011 è stato invece reso disponibile il quarto progetto Vernite rok-n-roll!!!, che ha riscosso minor popolarità rispetto ai dischi precedenti.

## Formazione
- Njuta Ranetka – voce, batteria, percussioni (2013-2017)
- Ženja Ranetka – voce, tastiera (2013-2017)
- Nataša Ranetka – cori, chitarra (2013-2017)
- Lena Ranetka – basso, chitarra (2013-2017)
- Lera Ranetka – voce, batteria (2005-2008)
- Anja Rudneva – voce, chitarra ritmica (2005-2011)
- Alina Petrova – basso (2005)
- Lena Gal'perina – voce (2005)

## Discografia

### Album in studio
- 2006 – Ranetki
- 2009 – Prišlo naše vremja
- 2010 – Ne zabudu nikogda
- 2011 – Vernite rok-n-roll!!!

### Album dal vivo
- 2009 – Live koncertnyj tur po Rossii

### Album video
- 2009 – Lužniki - 2009

### Colonne sonore
- 2008 – Original'nyj saundtrek

### Singoli
- 2010 – Slëzy-lëd
- 2017 – My poterjali vremja
- 2018 – Ėto vse o nej...Versija 2018
- 2018 – Revnost'
- 2018 – History s 2005...
- 2019 – Sunny
- 2020 – Pust' idut doždi
- 2021 – Ran'še bylo vsë po-drugomu
- 2021 – 9 klass